# Камарда
Камарда (итал. Camarda) је насеље у Италији у округу Л'Аквила, региону Абруцо.
Према процени из 2011. у насељу је живело 512 становника. Насеље се налази на надморској висини од 787 м.